# Уусикюля (Лахденпохский район)
У́усикю́ля (фин. Uusikylä) — посёлок в составе Мийнальского сельского поселения Лахденпохского района Республики Карелия.

## Общие сведения
Через посёлок проходит дорога местного значения 86К-119 («Элисенваара — госграница») в 5 км от города Лахденпохья и трассы А121 («Сортавала»).
В переводе с финского языка название посёлка переводится как «Новая деревня».

## Население
| 2002 | 2009 | 2010 | 2013 |
| ---- | ---- | ---- | ---- |
| 16   | ↘14  | ↘12  | ↗14  |

## Улицы
- ул. Весёлая